# Antakasina
Antakasina is een plaats en commune in het centrum van Madagaskar, behorend tot het district Ambatolampy, dat gelegen is in de regio Vakinankaratra. Tijdens een volkstelling in 2001 telde de plaats 14.061 inwoners.
De plaats biedt enkel lager onderwijs aan. Er wordt mijnbouw bedreven op industriële schaal. 98 % van de bevolking werkt als landbouwer. De belangrijkste landbouwproducten zijn rijst en aardappelen; ander belangrijk product is mais. Verder is 0,25% actief in de dienstensector en heeft 1,75% een baan in de industrie.